# Safe (film, 1995)
Safe är en psykologisk dramafilm från 1995 skriven och regisserad av Todd Haynes med Julianne Moore i huvudrollen. Den utspelar sig 1987 och följer en hemmafru i förorten i Los Angeles vars monotona liv plötsligt förändras när hon blir sjuk av en mystisk sjukdom som orsakas av miljön runt henne.
Filmen toppade "1990-talets bästa film" omröstning av The Village Voice, och beskrevs av kritiker som "årets läskigaste film", "en fascinerande skräckfilm" och "ett verk av feministisk motfilm". 